# Ріплі (переписна місцевість, Нью-Йорк)
Ріплі (англ. Ripley) — переписна місцевість (CDP) в США, в окрузі Чотоква штату Нью-Йорк. Населення — 852 особи (2020).

## Географія
Ріплі розташоване за координатами 42°15′56″ пн. ш. 79°42′44″ зх. д. / 42.26556° пн. ш. 79.71222° зх. д. (42.265687, -79.712302).  За даними Бюро перепису населення США в 2010 році переписна місцевість мала площу 3,55 км², уся площа — суходіл.

## Демографія
Згідно з переписом 2010 року, у переписній місцевості мешкали 872 особи в 369 домогосподарствах у складі 229 родин. Густота населення становила 245 осіб/км².  Було 444 помешкання (125/км²).
Расовий склад населення:
| - 97,0 % — білих - 0,3 % — корінних американців - 1,0 % — осіб інших рас |

До двох чи більше рас належало 1,6 %. Частка іспаномовних становила 2,2 % від усіх жителів.
За віковим діапазоном населення розподілялося таким чином: 21,2 % — особи молодші 18 років, 60,7 % — особи у віці 18—64 років, 18,1 % — особи у віці 65 років та старші. Медіана віку мешканця становила 43,0 року. На 100 осіб жіночої статі у переписній місцевості припадало 95,1 чоловіків;  на 100 жінок у віці від 18 років та старших — 99,1 чоловіків також старших 18 років.
Середній дохід на одне домашнє господарство  становив 41 425 доларів США (медіана — 30 152), а середній дохід на одну сім'ю — 52 052 долари (медіана — 49 375). Медіана доходів становила 42 308 доларів для чоловіків та 30 089 доларів для жінок. За межею бідності перебувало 20,3 % осіб, у тому числі 47,6 % дітей у віці до 18 років та 5,0 % осіб у віці 65 років та старших.
Цивільне працевлаштоване населення становило 448 осіб. Основні галузі зайнятості: освіта, охорона здоров'я та соціальна допомога — 24,8 %, мистецтво, розваги та відпочинок — 22,8 %, виробництво — 17,2 %, науковці, спеціалісти, менеджери — 12,7 %.